# Gholāmreẕā Bāgh
Gholāmreẕā Bāgh är en ort i Iran.   Den ligger i provinsen Gilan, i den nordvästra delen av landet, 250 km nordväst om huvudstaden Teheran. Antalet invånare är 108.
Terrängen runt Gholāmreẕā Bāgh är mycket platt. Runt Gholāmreẕā Bāgh är det tätbefolkat, med 659 invånare per kvadratkilometer. Närmaste större samhälle är Rasht, 14,1 km söder om Gholāmreẕā Bāgh. Trakten runt Gholāmreẕā Bāgh består till största delen av jordbruksmark.